# 天野寿紀
天野 寿紀（あまの としき、1990年10月27日 - ）は、ジャパンラグビーリーグワン横浜キヤノンイーグルスに所属するラグビー選手。

## プロフィール
- 大阪府出身。
- ポジションはスクラムハーフ(SH)。
- 身長 170 cm、体重 83 kg
- ニックネームはあま[1]、としき。
- 兄の豪紀はラグビー選手。

## 略歴
大阪ラグビースクールでラグビーを始めた。
2009年、常翔学園高校卒業後、帝京大学に入る。なお常翔学園高校時代、高校日本代表に選ばれたことがある。
2013年、帝京大学卒業後、キヤノンイーグルス(現・横浜キヤノンイーグルス)に加入。同年10月20日に行われたジャパンラグビートップリーグ第1節のコカ・コーラウエストレッドスパークス戦にて途中出場で公式戦初出場を果たす。